# Liste der Naturdenkmale in Mittelbiberach
| Naturdenkmale | Anzahl |
| ------------- | ------ |
| FND           | 0      |
| END           | 2      |
| Gesamt        | 2      |

Die Liste der Naturdenkmale in Mittelbiberach nennt die verordneten Naturdenkmale (ND) der im baden-württembergischen Landkreis Biberach liegenden Gemeinde Mittelbiberach. In Mittelbiberach gibt es insgesamt zwei als Naturdenkmal geschützte Objekte, keines ist ein flächenhaftes Naturdenkmal (FND), beide sind Einzelgebilde-Naturdenkmale (END).
Stand: 1. November 2016.

## Einzelgebilde (END)
| Name                     | Bild | Kennung     | Einzelheiten   | Position | Fläche Hektar | Datum         |
| ------------------------ | ---- | ----------- | -------------- | -------- | ------------- | ------------- |
| Linde im Scheibengarten  | BW   | 84260740001 | Mittelbiberach | ⊙        | 0,0           | 2. Apr. 1992  |
| Linden im Dautenstock    | BW   | 84260740002 | Mittelbiberach | ⊙        | 0,0           | 15. Aug. 1996 |
| Legende für Naturdenkmal |      |             |                |          |               |               |